# San Juan Chilateca
San Juan Chilateca es una localidad del estado mexicano de Oaxaca. Es cabecera del municipio de San Juan Chilateca.

## Demografía
| Censo | Población |
| ----- | --------- |
| 1900  | 690       |
| 1910  | 795       |
| 1921  | 677       |
| 1930  | 664       |
| 1940  | 775       |
| 1950  | 846       |
| 1960  | 892       |
| 1970  | 986       |
| 1980  | 1188      |
| 1990  | 1302      |
| 1995  | 1292      |
| 2000  | 1323      |
| 2005  | 1298      |
| 2010  | 1442      |
| 2020  | 1522      |